# Plose
Die Plose ist ein Gebirgsstock in den Lüsner Bergen bei Brixen in Südtirol (Italien). Auf ihr befinden sich mehrere Gipfel: Telegraph (2491 m s.l.m., früher Fröllspitze genannt), Pfannspitze (2547 m s.l.m.) und Gabler (2576 m s.l.m.). Die Plose wird im Westen vom Eisacktal, im Norden und Osten vom Lüsner Tal und im Süden vom Aferer Tal und dem Kofeljoch (auch Halsl genannt) begrenzt.
Aufgrund der sanften Kuppen ist die Plose zum Skifahren geeignet und durch zahlreiche Liftanlagen erschlossen. Die Plosebahn führt vom unterhalb gelegenen St. Andrä direkt ins Skigebiet. Besonders bekannt ist die Trametsch-Piste, welche mit einer Gesamtlänge von 9 km als die längste Abfahrt Südtirols gilt. Die Plose ist ferner ein weitläufiges Wandergebiet mit einem beachtenswerten Panorama. Etwas südlich vom Telegraph und westlich von Pfannspitze und Gabler befindet sich die Plosehütte.
Laut Josef Rampold hat der Name Plose nichts mit blasendem Wind zu tun, sondern bezieht sich vermutlich auf die unbewaldete, kahle Blöße der Gipfelkuppe.
Der an der Südseite der Plose gelegene Ort Palmschoß ist geschichtlich nicht unbedeutsam. So befand sich in den 1960er und 1970er Jahren oberhalb des Ortes ein NATO-Stützpunkt, von dem aus eine kleine Seilbahn zu der Radarstation auf dem Telegraph führte. 
Ferner befindet sich bei Palmschoß noch das Gebäude einer ehemaligen Lungenheilanstalt, welche 1913 errichtet wurde. Palmschoß wurde als Standort gewählt, da es zu den Orten mit der längsten Sonnenscheindauer in der damaligen Österreichisch-Ungarischen Monarchie zählte. Der architektonische Entwurf dafür stammt von Otto Wagner.
Mitte des 20. Jahrhunderts wurde auf etwa 1870 m im Gebiet von Palmschoß eine Quelle entdeckt und auf ihre Eignung als Mineralwasser untersucht. Da die Wasseranalysen günstig ausfielen, begann man im Jahr 1953 die Quelle fachgerecht zu fassen. Im Juni 1957 wurde in Palmschoß eine kleine Abfüllanlage von der Plose Quelle AG in Betrieb genommen und mit der Abfüllung des Mineralwassers in Flaschen begonnen. 1974 entstand in der Industriezone von Brixen ein moderner Abfüllbetrieb. Im Jahr 2002 wurden weitere drei Nebenquellen der Plose gefasst, um die Produktion des Mineralwassers zu steigern. Das Familienunternehmen Plose Quelle AG ist von Beginn an bis heute im Besitz der Familie Fellin.

## Galerie

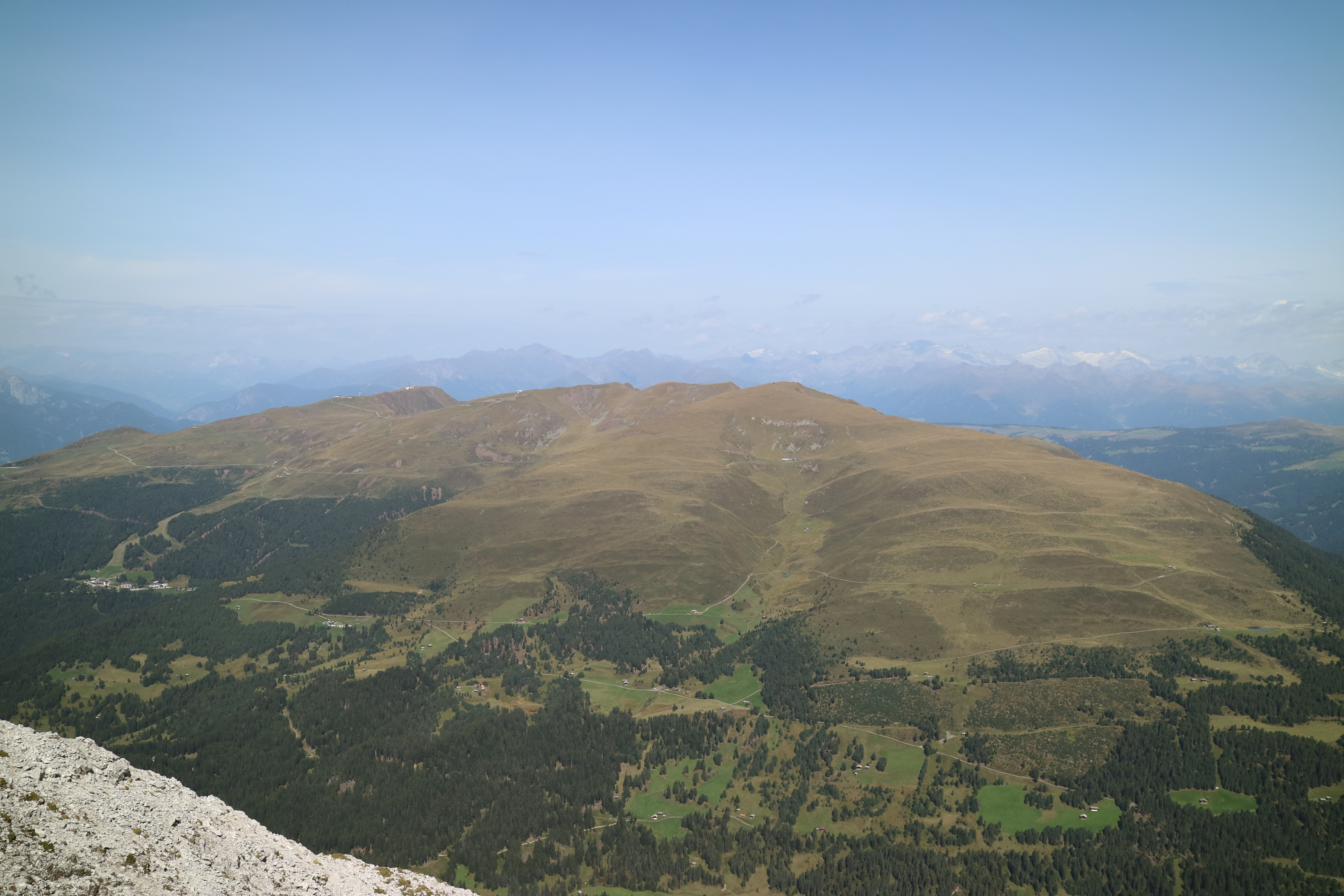
Blick von Süden von den Aferer Geislern auf die Plose
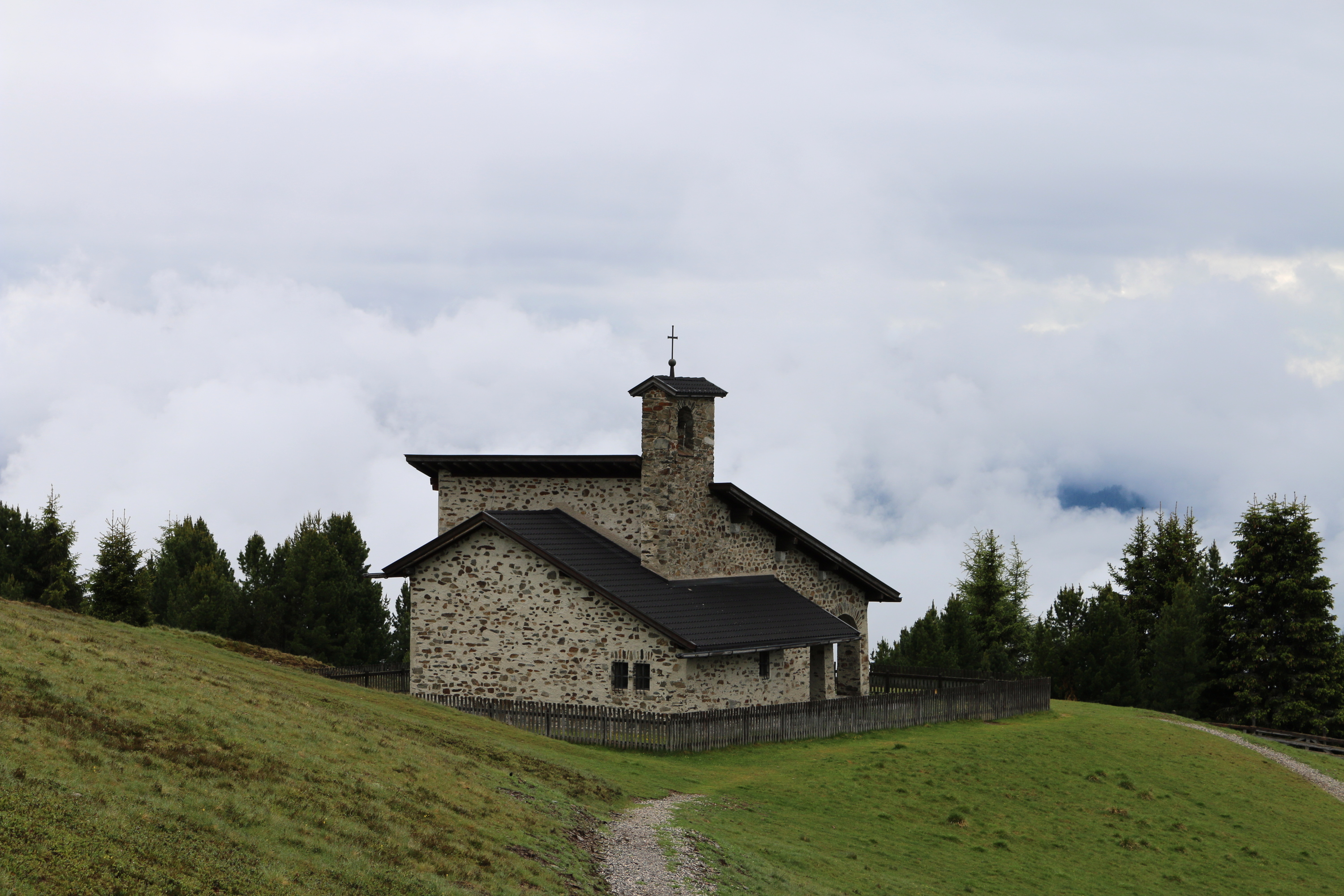
Die Kapelle auf der Plose